# Ammophila placida
Ammophila placida är en biart som beskrevs av Frederick Smith 1856.
Ammophila placida ingår i släktet Ammophila och familjen grävsteklar. Inga underarter finns listade i Catalogue of Life.